# Världsmästerskapen i friidrott 1995
Världsmästerskapen i friidrott 1995 var de femte samlade världsmästerskapen i friidrott och genomfördes 5–13 augusti 1995 på Ullevi i Göteborg. I tävlingarna deltog 1 804 idrottare och 900 ledare från 200 nationer, och fler än 4 700 volontärer var delaktiga. Representanterna från massmedia uppgick till 2 500, Tv-tittarna till cirka 3,5 miljarder och cirka 450 000 åskådare var på plats i stadion. Biljettintäkterna var 170 miljoner, vinsten omkring 25 miljoner och turistomsättningen 1,3 miljarder. Antalet övernattningar uppgick till 350 000 och dagsbesöken till 130 000. Säkerheten bestod av cirka 1 200 poliser.

## Bakgrund
I samband med Svenska Friidrottsförbundets 90-årsjubileum 1985 uppstod tanken på att arrangera världsmästerskapen i Sverige 1995, året då Svenska Friidrottsförbundet firade 100-årsjubileet. Sedan följde ett långt kampanjarbete, där konceptet kretsade kring nyckelordet närhet, vilket fick stort gehör. IAAF:s styrelse beslutade vid ett möte i Tokyo den 28 augusti 1991 att Svenska friidrottsförbundet och Göteborg tilldelades världsmästerskapen 1995.
Den officiella logotypen föreställer löparbanor, men utformningen skall även föra tankarna till ett vikingaskepp. Texten är på engelska, men ortnamnet Göteborg är inte översatt till engelskspråkiga "Gothenburg". Från 1995 har man även på engelska börjat använda ortnamnet "Göteborg".
Största missen från arrangörernas sida anses vara det faktum att damernas maratonlopp bara var 41 795 meter långt, mot korrekta 42 195.

## Invigningen
Invigningsceremonin hölls fredagen den 4 augusti 1995 mellan 21:00 och 23:00. Platsen var Ullevi Stadion, där 45.385 åskådare fanns på plats. Runt 100 länder visade invigningen på TV. I Sverige direktsände TV2 den första timmen och Kanal 1 den andra. Temat för invigningen var Vågor av vänskap (Waves of friendship). För regin stod Kurt Hjelte. Musikaliskt ansvarig var Curt-Eric Holmquist.
Invigningen började med att 3.000 sångare i VM-kören tågade in. De bildade vad Dagens Nyheter beskrev som ”ett i blått och vitt böljande hav” runt scenen, som hade formen av en båt med två höga segel för att knyta an till Göteborgs tradition som sjöfartsstad. Kung Carl XVI Gustaf och drottning Silvia anlände i häst och vagn till tonerna av Hugo Alfvén:s rapsodi Midsommarvaka framförd av Göteborgssymfonikerna, följt av Kungssången. Därefter marscherade de 192 tävlande nationerna in i stadion till toner av bland annat Orsa spelmän samt ett potpurri av Astrid Lindgren-låtar. Allt avslutat med Du gamla du fria. Svenska friidrottsförbundet:s ordförande Bernt Gröön och IAAF:s ordförande Primo Nebiolo höll varsitt tal. Dansösen Anneli Alhanko avrundade första timmen med en vattendans för att väcka guden Poseidon. Timme två bjöd på en artistkavalkad. Nordman framförde sin hit Vandraren. Orsa spelmän uppförde bland annat Oxdansen tillsammans med folkdansare. Brainpool framförde låten Bandstarter, med VM-kören förvandlad till hoppande poppublik framför scenen. Viktoria Tolstoy tolkade Dans på Brännö brygga ackompanjerad av Putte Wickman på klarinett. Jennifer Brown sjöng Think about me. Vikingarna fick 459 dubbelbuggare att dansa loss till låten I kväll. Trombonisten Christian Lindberg gjorde Konsert för trombon och orkester ihop med Göteborgssymfonikerna. Dr Alban sjöng Freedom. Triple & Touch gjorde ett potpurri av operamusik, samt en egen version av Roxette:s låt Joyride. Ace of Base spelade sin låt Lucky Love. The Real Group gjorde en a cappella-version av Dancing Queen. Tommy Körberg avrundade kavalkaden med att sjunga Anthem. Efter ett avslutande fyrverkeri lämnade kungaparet stadion följt av övriga medverkande, allt till tonerna av Gärdebylåten.
Den svenska truppen anfördes av höjdhopparen Patrik Sjöberg.[källa behövs]

## Rekord
Det noterades fyra världsrekord under tävlingarna på Ullevi, varav tre i tresteg: 18,16 m och 18,29 m av britten Edwards respektive 15,50 m av ukrainskan Kravets. Dessa rekord har visat sig vara mycket svårslagna. Först i det Covid-19-uppskjutna Tokyo-OS 2021 hoppade Yulimar Rojas 15,67 m i damernas tresteg. Herrekordet står sig fortfarande (augusti 2021). Dessutom sattes ett flertal mästerskapsrekord, varav amerikanen Michael Johnson svarade för två. Det minst anmärkningsvärda mästerskapsrekordet noterades på damernas 5 000 meter; eftersom grenen var ny på VM-programmet (den ersatte 3 000 meter) fanns inget mästerskapsrekord innan tävlingen.

### Världsrekord
- Tresteg (H): Jonathan Edwards ( Storbritannien) 18,29
- Tresteg (D): Inessa Kravets ( Ukraina) 15,50
- 400 meter häck (D): Kim Batten ( Förenta staterna) 52,61

### Övriga mästerskapsrekord
- 200 meter (H): Michael Johnson ( Förenta staterna) 19,79
- 400 meter (H): Michael Johnson ( Förenta staterna) 43,39
- 10 000 meter (H): Haile Gebreselassie ( Etiopien) 27.12,95
- 3 000 meter hinder: Moses Kiptanui ( Kenya) 8.04,16
- Diskus (H): Lars Riedel ( Tyskland) 68,76
- 5 000 meter: Sonia O'Sullivan ( Republiken Irland) 14.46,47
- 10 kilometer gång: Irina Stankina ( Ryssland) 42.13

## Medaljörer och resultat

### Herrar
| Gren               | Guld                                                                      | Resultat      | Silver                                                               | Resultat | Brons                                                                 | Resultat      |
| 100 meter          | Donovan Bailey, Kanada                                                    | 9,97          | Bruny Surin, Kanada                                                  | 10,03    | Ato Boldon, Trinidad & Tobago                                         | 10,03         |
| 200 meter          | Michael Johnson, Förenta staterna                                         | 19,79 (CR)    | Frankie Fredericks, Namibia                                          | 20,12    | Jeff Williams, Förenta staterna                                       | 20,18         |
| 400 meter          | Michael Johnson, Förenta staterna                                         | 43,39 (CR)    | Harry Reynolds, Förenta staterna                                     | 44,22    | Greg Haughton, Jamaica                                                | 44,56         |
| 800 meter          | Wilson Kipketer, Danmark                                                  | 1.45,08       | Arthémon Hatungimana, Burundi                                        | 1.45,64  | Vebjørn Rodal, Norge                                                  | 1.45,68       |
| 1 500 meter        | Noureddine Morceli, Algeriet                                              | 3.33,73       | Hicham El Guerrouj, Marocko                                          | 3.35,28  | Vénuste Niyongabo, Burundi                                            | 3.35,56       |
| 5 000 meter        | Ismael Kirui, Kenya                                                       | 13.16,77      | Khalid Boulami, Marocko                                              | 13.17,15 | Shem Kororia, Kenya                                                   | 13.17,59      |
| 10 000 meter       | Haile Gebrselassie, Etiopien                                              | 27.12,95 (CR) | Khalid Skah, Marocko                                                 | 27.14,53 | Paul Tergat, Kenya                                                    | 27.14,70      |
| Maraton            | Martín Fiz, Spanien                                                       | 2:11.41       | Dionicio Cerón, Mexiko                                               | 2:12.13  | Luíz Antônio dos Santos, Brasilien                                    | 2:12.49       |
| 110 meter häck     | Allen Johnson, Förenta staterna                                           | 13,00         | Tony Jarrett, Storbritannien                                         | 13,04    | Roger Kingdom, Förenta staterna                                       | 13,19         |
| 400 meter häck     | Derrick Adkins, Förenta staterna                                          | 47,98         | Samuel Matete, Zambia                                                | 48,03    | Stéphane Diagana, Frankrike                                           | 48,14         |
| 3 000 meter hinder | Moses Kiptanui, Kenya                                                     | 8.04,16 (CR)  | Christopher Koskei, Kenya                                            | 8.09,30  | Shaddad Al-Asmari, Saudiarabien                                       | 8.12,95 (AsR) |
| 4 x 100 meter      | Kanada Robert Esmie Glenroy Gilbert Bruny Surin Donovan Bailey            | 38,31         | Australien Paul Henderson Tim Jackson Steve Brimacombe Damien Marsh  | 38,50    | Italien Giovanni Puggioni Ezio Madonia Angelo Cipolloni Sandro Floris | 38,14         |
| 4 x 400 meter      | Förenta staterna Marlon Ramsey Derek Mills Harry Reynolds Michael Johnson | 2.55,99       | Jamaica Michael McDonald Davian Clarke Danny McFarlane Greg Haughton | 2.59,88  | Nigeria Udeme Ekpeyong Kunle Adejuyigbe Jude Monye Sunday Bada        | 3.03,18       |
| 20 km gång         | Michele Didoni, Italien                                                   | 1:19.59       | Valentin Massana, Spanien                                            | 1:20.23  | Jaŭhen Misjulja, Vitryssland                                          | 1:20.48       |
| 50 km gång         | Valentin Kononen, Finland                                                 | 3:43.42       | Giovanni Perricelli, Italien                                         | 3:45.11  | Robert Korzeniowski, Polen                                            | 3:45.57       |
| Längdhopp          | Iván Pedroso, Kuba                                                        | 8,70          | James Beckford, Jamaica                                              | 8,30     | Mike Powell, Förenta staterna                                         | 8,29          |
| Höjdhopp           | Troy Kemp, Bahamas                                                        | 2,37          | Javier Sotomayor, Kuba                                               | 2,37     | Artur Partyka, Polen                                                  | 2,35          |
| Tresteg            | Jonathan Edwards, Storbritannien                                          | 18,29 (WR)    | Brian Wellman, Bermuda                                               | 17,62    | Jérôme Romain, Dominica                                               | 17,59         |
| Stavhopp           | Sergej Bubka, Ukraina                                                     | 5,92          | Maksim Tarasov, Ryssland                                             | 5,86     | Jean Galfione, Frankrike                                              | 5,86          |
| Kulstötning        | John Godina, Förenta staterna                                             | 21,47         | Mika Halvari, Finland                                                | 20,93    | Randy Barnes, Förenta staterna                                        | 20,41         |
| Diskuskastning     | Lars Riedel, Tyskland                                                     | 68,76 (CR)    | Uladzimer Dubroŭsjtjyk, Vitryssland                                  | 65,98    | Vasil Kaptsiuch, Vitryssland                                          | 65,88         |
| Släggkastning      | Andrej Abduvaljev, Tadzjikistan                                           | 81,56         | Igor Astapkovitj, Vitryssland                                        | 81,10    | Tibor Gécsek, Ungern                                                  | 80,98         |
| Spjutkastning      | Jan Železný, Tjeckien                                                     | 89,58         | Steve Backley, Storbritannien                                        | 86,30    | Boris Henry, Tyskland                                                 | 86,08         |
| Tiokamp            | Dan O’Brien, Förenta staterna                                             | 8 695         | Eduard Hämäläinen, Vitryssland                                       | 8 489    | Mike Smith, Kanada                                                    | 8 419         |

### Damer
| Gren           | Guld                                                                                     | Resultat      | Silver                                                                           | Resultat      | Brons                                                                        | Resultat |
| 100 meter      | Gwen Torrence, Förenta staterna                                                          | 10,85         | Merlene Ottey, Jamaica                                                           | 10,94         | Irina Privalova, Ryssland                                                    | 10,96    |
| 200 meter      | Merlene Ottey, Jamaica                                                                   | 22,12         | Irina Privalova, Ryssland                                                        | 22,12         | Galina Maltjugina, Ryssland                                                  | 22,37    |
| 400 meter      | Marie-José Pérec, Frankrike                                                              | 49,28         | Pauline Davis-Thompson, Bahamas                                                  | 49,96         | Jearl Miles-Clark, Förenta staterna                                          | 50,00    |
| 800 meter      | Ana Quirot, Kuba                                                                         | 1.56,11       | Letitia Vriesde, Surinam                                                         | 1.56,68 (AmR) | Kelly Holmes, Storbritannien                                                 | 1.56,96  |
| 1 500 meter    | Hassiba Boulmerka, Algeriet                                                              | 4.02,42       | Kelly Holmes, Storbritannien                                                     | 4.03,04       | Carla Sacramento, Portugal                                                   | 4.03,79  |
| 5 000 meter    | Sonia O’Sullivan, Republiken Irland                                                      | 14.46,47 (CR) | Fernanda Ribeiro, Portugal                                                       | 14.48,54      | Zahra Ouaziz, Marocko                                                        | 14.53,77 |
| 10 000 meter   | Fernanda Ribeiro, Portugal                                                               | 31.04,99      | Derartu Tulu, Etiopien                                                           | 31.08,10      | Tegla Loroupe, Kenya                                                         | 31.17,66 |
| Maraton        | Manuela Machado, Portugal                                                                | 2:25.39       | Anuta Catuna, Rumänien                                                           | 2:26.25       | Ornella Ferrara, Italien                                                     | 2:30.11  |
| 100 meter häck | Gail Devers, Förenta staterna                                                            | 12,68         | Olga Sjisjigina, Kazakstan                                                       | 12,80         | Julija Graudyn, Ryssland                                                     | 12,87    |
| 400 meter häck | Kim Batten, Förenta staterna                                                             | 52,61 (WR)    | Tonja Buford-Bailey, Förenta staterna                                            | 52,62         | Deon Hemmings, Jamaica                                                       | 53,48    |
| 4 x 100 meter  | Förenta staterna Celena Mondie-Milner Carlette Guidry-White Chryste Gaines Gwen Torrence | 42,12         | Jamaica Dahlia Duhaney Juliet Cuthbert Beverly McDonald Merlene Ottey            | 42,25         | Tyskland Melanie Paschke Silke Lichtenhagen Silke Knoll Gabriele Becker      | 42,24    |
| 4 x 400 meter  | Förenta staterna Kim Graham Rochelle Stevens Camara Jones Jearl Miles-Clark              | 3.22,39       | Ryssland Tatjana Tjebikina Svetlana Gontjarenko Julia Sotnikova Jelena Andrejeva | 3.23,98       | Australien Lee Naylor Renée Poetschka Melinda Gainsford-Taylor Cathy Freeman | 3.25,88  |
| 10 km gång     | Irina Stankina, Ryssland                                                                 | 42.13 (CR)    | Elisabetta Perrone, Italien                                                      | 42.16         | Jelena Nikolajeva, Ryssland                                                  | 42,20    |
| Höjdhopp       | Stefka Kostadinova, Bulgarien                                                            | 2,01          | Alina Astafei, Tyskland                                                          | 1,99          | Inha Babakova, Ukraina                                                       | 1,99     |
| Längdhopp      | Fiona May, Italien                                                                       | 6,98          | Niurka Montalvo, Kuba                                                            | 6,86          | Irina Musjajlova, Ryssland                                                   | 6,83     |
| Tresteg        | Inessa Kravets, Ukraina                                                                  | 15,50 (WR)    | Iva Prandsjeva, Bulgarien                                                        | 15,18         | Anna Birjukova, Ryssland                                                     | 15,08    |
| Kulstötning    | Astrid Kumbernuss, Tyskland                                                              | 21,22         | Huang Zhihong, Kina                                                              | 20,04         | Svetla Mitkova-Sınırtaş, Bulgarien                                           | 19,56    |
| Diskuskasning  | Jelina Zverava, Vitryssland                                                              | 68,64         | Ilke Wyludda, Tyskland                                                           | 67,20         | Olga Burova-Tjernjavskaja, Ryssland                                          | 66,86    |
| Spjutkasning   | Natalia Sjikolenko, Vitryssland                                                          | 67,56         | Felicia Tilea-Moldovan, Rumänien                                                 | 65,22         | Mikaela Ingberg, Finland                                                     | 65,16    |
| Sjukamp        | Ghada Shouaa, Syrien                                                                     | 6 651         | Svetlana Moskalets, Ryssland                                                     | 6 575         | Rita Ináncsi, Ungern                                                         | 6 522    |

## Förklaringar
- (WR) = Världsrekord
- (ER) = Europarekord
- (AmR) = Amerikanskt rekord
- (AsR) = Asiatiskt rekord
- (AfR) = Afrikanskt rekord
- (CR) = Mästerskapsrekord

## Medaljfördelning
| Medaljfördelning |                               |      |        |       |        |
| Plats            | Land                          | Guld | Silver | Brons | Totalt |
| 1                | USA                           | 12   | 2      | 5     | 19     |
| 2                | Vitryssland                   | 2    | 3      | 2     | 7      |
| 3                | Tyskland                      | 2    | 2      | 2     | 6      |
|                  | Italien                       | 2    | 2      | 2     | 6      |
| 5                | Kuba                          | 2    | 2      | -     | 4      |
| 6                | Kenya                         | 2    | 1      | 3     | 6      |
| 7                | Kanada                        | 2    | 1      | 1     | 4      |
|                  | Portugal                      | 2    | 1      | 1     | 4      |
| 9                | Ukraina                       | 2    | -      | 1     | 3      |
| 10               | Algeriet                      | 2    | -      | -     | 2      |
| 11               | Ryssland                      | 1    | 4      | 7     | 12     |
| 12               | Jamaica                       | 1    | 4      | 2     | 7      |
| 13               | Storbritannien och Nordirland | 1    | 3      | 1     | 5      |
|                  | Finland                       | 1    | 1      | 1     | 3      |
| 15               | Bulgarien                     | 1    | 1      | 1     | 3      |
| 16               | Etiopien                      | 1    | 1      | -     | 2      |
|                  | Bahamas                       | 1    | 1      | -     | 2      |
|                  | Spanien                       | 1    | 1      | -     | 2      |
| 19               | Frankrike                     | 1    | -      | 2     | 3      |
| 20               | Danmark                       | 1    | -      | -     | 1      |
|                  | Tjeckien                      | 1    | -      | -     | 1      |
|                  | Republiken Irland             | 1    | -      | -     | 1      |
|                  | Syrien                        | 1    | -      | -     | 1      |
|                  | Tadzjikistan                  | 1    | -      | -     | 1      |
| 25               | Marocko                       | -    | 3      | 1     | 4      |
| 26               | Rumänien                      | -    | 2      | -     | 2      |
| 27               | Australien                    | -    | 1      | 1     | 2      |
|                  | Burundi                       | -    | 1      | 1     | 2      |
| 29               | Bermuda                       | -    | 1      | -     | 1      |
|                  | Kina                          | -    | 1      | -     | 1      |
|                  | Kazakstan                     | -    | 1      | -     | 1      |
|                  | Mexiko                        | -    | 1      | -     | 1      |
|                  | Namibia                       | -    | 1      | -     | 1      |
|                  | Zambia                        | -    | 1      | -     | 2      |
|                  | Surinam                       | -    | 1      | -     | 2      |
| 36               | Polen                         | -    | -      | 2     | 2      |
|                  | Ungern                        | -    | -      | 2     | 2      |
| 38               | Brasilien                     | -    | -      | 1     | 1      |
|                  | Dominica                      | -    | -      | 1     | 1      |
|                  | Nigeria                       | -    | -      | 1     | 1      |
|                  | Norge                         | -    | -      | 1     | 1      |
|                  | Saudiarabien                  |      | -      | 1     | 1      |
|                  | Trinidad och Tobago           |      | -      | 1     | 1      |